# ドリーム・フォース
有限会社ドリーム・フォース（英: Dream Force inc.）は、かつて存在したアニメ、ラジオ、ドラマCDなどの音響制作、洋画・テレビの字幕吹き替え制作を主な事業内容としていた日本の企業。

## 概要
音響スタジオのHALF H・P STUDIOや神南スタジオで音響制作担当をしていたアニメーション音響監督の髙橋秀雄が独立し、1999年に設立した音響制作会社。設立当初はティー・エヌ・ケー制作作品の音響制作が主だった。音響制作においては、フロンティアワークスが製作するドラマCDを数多く制作した。また、録音スタジオの整音スタジオを子会社化している。
2001年には声優のマネジメントを行う芸能プロダクションである「アクアライト」（2003年より有限会社メディアフォースに商号変更。2012年4月に整音スタジオと合併し、株式会社化。）を設立。同年1月、アニメーション制作事業に参入。
グロス請けを請け負うまでとなったが、2013年11月30日、アニメーション制作事業を株式会社Peace&Kindnessに譲渡した。2014年2月24日付で事業を停止し、破産申請の準備に入ったと報じられた。負債総額は約1億円。同年7月16日に東京地方裁判所から破産手続開始決定を受けた。
尚、ドリーム・フォースよりアニメーション制作事業を譲渡されたPeace&Kindnessも経営が行き詰まり、2021年10月27日に破産手続き開始決定を受けている。

## 作品リスト

### 音響制作

#### テレビアニメ
- へろへろくん
- アニメまんざい
- グラップラー刃牙
- ピロッポ ※音響制作協力
- L/R -Licensed by Royal-
- 魔獣戦線 THE APOCALYPSE
- 妄想科学シリーズ ワンダバスタイル
- 流星戦隊ムスメット
- みどりのくにのこえだちゃん
- UG☆アルティメットガール
- パタリロ西遊記!
- 半分の月がのぼる空
- 乙女はお姉さまに恋してる
- ロビーとケロビー
- こどものじかん
- プリンセスラバー!
- 生徒会役員共
- K
- げんしけん 二代目

#### OVA
- HAND MAID マイ
- こすぷれCOMPLEX
- アーケードゲーマーふぶき
- サンダーバニー
- SHADOW SKILL
- 低俗霊DAYDREAM
- 永遠のアセリア
- ストレイト・ジャケット

#### Webアニメ
- ぷちます! -プチ・アイドルマスター-

#### ドラマCD
- ぱにぽに
- ローゼンメイデン ※フロンティアワークス版
- らき☆すた ※フロンティアワークス版
- THE IDOLM@STER
- dear 〜ディア〜 A story of the next day
- 月は無慈悲な夜の女王 (TRPGリプレイ)
- 黒執事 ※フロンティアワークス版
- セキレイ ※フロンティアワークス版
- まりあ†ほりっく ※ドラマCD&Webラジオ
- おとまりHONEY

他多数

### アニメーション制作
- こてんこてんこ（制作元請：アイムーヴ、各話制作協力、2005年-2006年）
- デジモンセイバーズ（制作元請：東映アニメーション、各話制作協力、2006年）
- ケロロ軍曹（制作元請：サンライズ、各話制作協力、2006年-2009年）
- ガラスの艦隊（制作元請：サテライト、各話制作協力、2006年）
- 鉄子の旅（制作元請：グループ・タック、各話制作協力、2007年）
- みなみけ 〜おかわり〜（制作元請：アスリード、各話制作協力、2008年）
- 怪談レストラン（制作元請：東映アニメーション、各話制作協力、2009年 - 2010年）
- アマガミSS（制作元請：AIC、各話制作協力、2010年）
- ほんとにあった!霊媒先生（制作元請：DLE、各話作画協力、2011年）
- マケン姫っ!（制作元請：AICスピリッツ、各話制作協力、2011年）
- エリアの騎士（制作元請：シンエイ動画、各話制作協力、2012年）
- モーレツ宇宙海賊（制作元請：サテライト、各話制作協力、2012年）
- FAIRY TAIL（制作元請：A-1 Pictures・サテライト、各話制作協力、2012年）
- ONE PIECE エピソードオブルフィ 〜ハンドアイランドの冒険〜（制作元請：東映アニメーション、制作協力、2012年）
- 俺の彼女と幼なじみが修羅場すぎる（制作元請：A-1 Pictures、各話制作協力、2013年）
- AKB0048 next stage（制作元請：サテライト、各話制作協力、2013年）
- LINE TOWN（制作元請：アセンション、各話制作協力、2013年）
- 宇宙戦艦ヤマト2199（制作元請：XEBEC、各話制作協力、2013年）
- サーバント×サービス（制作元請：A-1 Pictures、各話制作協力、2013年）
- となりの関くん（制作元請：シンエイ動画、各話制作協力、2014年）

他多数